# Giuse Maria Viên Khắc Trị
Giuse Maria Viên Khắc Trị (1898 - 1969; tiếng Anh:Joseph Mary Yuan Ke-zhi / Yüen K’ai-chih / Ching Ping; tiếng Trung:袁克治) là một giám mục người Trung Quốc của Giáo hội Công giáo Rôma. Ông lần lượt đảm nhiệm các chức danh thăng tiến như Phủ doãn Tông Tòa Hạt Phủ doãn Tông Tòa Trú Mã Điếm, sau đó thăng Đại diện Tông Tòa Hạt Đại diện Tông Tòa Trú Mã Điếm và cuối cùng trở thành Giám mục chính tòa Tiên khởi Giáo phận Trú Mã Điếm.

## Tiểu sử
Giám mục Giuse Maria Viên Khắc Trị sinh ngày 18 tháng 2 năm 1898 tại Shen-Chwang, Tanhsien, thuộc Trung Quốc. Sau quá trình tu học dài hạn tại các cơ sở chủng viện theo quy định của Giáo luật, ngày 24 tháng 12 năm 1919, Phó tế Viên, 21 tuổi, tến đến việc được truyền chức linh mục. Nghi thức truyền chức được cử hành bởi Hồng y Basilio Pompilj, Tổng quản Thánh Đường Thánh Gioan Latêranô, Rôma. Sau quá trình 20 năm với các công việc mục vụ trên tư cách là một linh mục, ngày 30 tháng 6 năm 1939, linh mục Giuse Maria Viên được chọn làm Phủ doãn Tông Tòa Hạt Phủ doãn Tông Tòa Trú Mã Điếm.
Năm năm sau đó, bản tin từ Tòa Thánh phát đi ngày 9 tháng 11 năm 1944, loan báo đi quyết định nâng Hạt Phủ doãn Tông Tòa Trú Mã Điếm, trở thành Hạt Đại diện Tông Tòa Trú Mã Điếm. Cùng đi đôi với tin trên và thông tin Giáo hoàng đã chọn linh mục Phủ doãn Tông Tòa Trú Mã Điếm, là Giuse Maria Viên Khắc Trị, 46 tuổi, gia nhập hàng ngũ các giám mục, với nhiệm vụ được giao cho là Đại diện Tông Tòa Hạt Đại diện Tông Tòa Trú Mã Điếm và danh hiệu Giám mục Hiệu tòa Calydon. Sau khi hoàn thành các công tác chuẩn bị, ngày  4 tháng 3 năm 1945, lễ tấn phong cho vị giám mục tân cử Viên Khắc Trị được tổ chức, với phần nghi thức chính yếu cử hành cách trọng thể bởi 3 giáo sĩ. Chủ phong cho tân giám mục là Tổng giám mục Mario Zanin, Khâmn sứ Tòa Thánh tại   Trung Quốc, Giám quả Tông Tòa Cáp nhĩ Tân. Hai vị còn lại với tư cách phụ phong, gồm có Giám mục Henry Ambrose Pinger, O.F.M., Đại diện Tông Tòa Hạt Đại diện Tông Tòa Châu Thôn và Giám mục Louis Morel, C.I.C.M., Đại diện Tông Tòa Hạt Đại diên Tông Tòa Tuy Viễn (Hao Hòa Đạo Hặc).
Ngày 11 tháng 4 năm 1946, Tòa Thánh một lần nữa nâng cấp Trú Mã Điếm, thành Giáo phận Trú Mã Điếm, Giám mục Viên Khắc Trị tiếp tục được chọn quản lý tân giáo phận, với danh hiệu chính thức là Giám mục chính tòa.
Ông qua đời vào ngày 30 tháng 1 năm 1969, với 24 năm giám mục và 49 năm linh mục.